# Satoru Nakajima
Satoru Nakajima (jap. 中嶋 悟, Nakajima Satoru; * 23. Februar 1953 in Okazaki) ist ein ehemaliger japanischer Automobilrennfahrer, der von 1987 bis 1991 für die Teams Lotus und Tyrrell in der Formel 1 fuhr. Er war mit 34 Jahren einer der ältesten Formel-1-Debütanten der Geschichte und der erste japanische Formel-1-Fahrer, dem es gelang, WM-Punkte einzufahren.

## Karriere
Bevor er in die Formel 1 kam, war Nakajima von 1981 bis 1986 der dominierende Pilot in der Japanischen Formel-2-Meisterschaft. Er gewann in diesen Jahren fünfmal die Meisterschaft.
Nakajima war bei 80 Grand-Prix-Rennen gemeldet und startete 74-mal. Fünfmal scheiterte er in der Qualifikation, da es ihm nicht gelang, unter den schnellsten 26 Fahrern zu sein. Beim Großen Preis von Portugal 1990 ging er, obschon qualifiziert, nicht an den Start. Seine beste Zielankunft war der vierte Platz, den er beim Großen Preis von Großbritannien in der Saison 1987 und beim verregneten Großen Preis von Australien 1989 erreichte. Seine beste Startposition war der sechste Startplatz. Einmal, beim Großen Preis von Australien 1989, fuhr Nakajima die schnellste Rennrunde.
Er galt als „Bedingung“ des Motorenherstellers Honda. Der japanische Motorenhersteller wollte unbedingt einen japanischen Fahrer in der Formel 1 haben. Obwohl er vor seinem Formel-1-Debüt als äußerst talentiert galt, schnitt Nakajima von der fahrerischen Leistung eher mittelmäßig ab. So hatte er gegen keinen seiner Teamkollegen eine Chance, darunter waren allerdings der dreimalige Weltmeister Nelson Piquet sowie Ayrton Senna, der später ebenfalls drei Weltmeistertitel erringen sollte.
Nach dem Ende seiner Formel-1-Karriere gründete er das Team Nakajima Racing, das in der Formel Nippon mit Tom Coronel 1999, Toranosuke Takagi 2000 und Ralph Firman im Jahr 2002 den Meistertitel erringen konnte.
Seine Söhne Kazuki und Daisuke waren und sind ebenfalls Rennfahrer. Kazuki war von 2007 bis 2009 ebenfalls in der Formel 1 aktiv und siegte dreimal beim 24-Stunden-Rennen von Le Mans.

## Statistik

### Formel 1
| Saison | Team          | Startnr. | Rennen | Platzierung | Punkte | Siege | Poles | SR | Teamkollege            |
| ------ | ------------- | -------- | ------ | ----------- | ------ | ----- | ----- | -- | ---------------------- |
| 1987   | Lotus-Honda   | 11       | 16     | WM-12.      | 7      | –     | –     | –  | Ayrton Senna (WM-3.)   |
| 1988   | Lotus-Honda   | 2        | 14     | WM-16.      | 1      | –     | –     | –  | Nelson Piquet (WM-6.)  |
| 1989   | Lotus-Judd    | 12       | 13     | WM-21.      | 3      | –     | –     | 1  | Nelson Piquet (WM-8.)  |
| 1990   | Tyrrell-Ford  | 3        | 15     | WM-15.      | 3      | –     | –     | –  | Jean Alesi (WM-9.)     |
| 1991   | Tyrrell-Honda | 3        | 16     | WM-15.      | 2      | –     | –     | –  | Stefano Modena (WM-8.) |

### Le-Mans-Ergebnisse
| Jahr | Team              | Fahrzeug     | Teamkollege     | Teamkollege   | Platzierung | Ausfallgrund |
| ---- | ----------------- | ------------ | --------------- | ------------- | ----------- | ------------ |
| 1985 | Tom’s Team Toyota | Toyota 85C-L | Masanori Sekiya | Kaoru Hoshino | Rang 12     |              |
| 1986 | Tom’s Co. Ltd.    | Dome 86C     | Masanori Sekiya | Geoff Lees    | Ausfall     | Motorschaden |

### Einzelergebnisse in der Sportwagen-Weltmeisterschaft
| Saison | Team  | Rennwagen          | 1   | 2   | 3   | 4   | 5   | 6   | 7   | 8   | 9   | 10  | 11  |
| ------ | ----- | ------------------ | --- | --- | --- | --- | --- | --- | --- | --- | --- | --- | --- |
| 1984   | Tom‘s | Tom’s 84C          | MON | SIL | LEM | NÜR | BRH | MOS | SPA | IMO | FUJ | KYA | SAN |
| 1984   | Tom‘s | Tom’s 84C          |     |     |     |     |     | DNF |     |     |     |     |     |
| 1985   | Tom’s | Toyota 85C-L       | MUG | MON | SIL | LEM | HOK | MOS | SPA | BRH | FUJ | SEL |     |
| 1985   | Tom’s | Toyota 85C-L       |     |     |     | 12  |     |     |     |     | 3   |     |     |
| 1986   | Tom‘s | Dome 86C Tom’s 86C | MON | SIL | LEM | NÜN | BRH | JER | NÜR | SPA | FUJ |     |     |
| 1986   | Tom‘s | Dome 86C Tom’s 86C |     |     | DNF |     |     |     |     |     | 9   |     |     |